# خط طول 30° غرب
خط طول 30° غرب هو أحد خطوط الطول الجغرافية، والتي تمتد من القطب الشمالي الجغرافي إلى القطب الجنوبي الجغرافي، وحسب التحويل الزمني يتأخر خط طول 30° غرب عن خط غرينتش بساعتين و0 دقائق.

## من القطب إلى القطب
ينطلق خط طول 30° غرب من القطب الشمالي نحو القطب الجنوبي مرورا بالمناطق التي ترد في الجدول التالي:
| الإحداثيات                         | البلد أو الإقليم أو البحر | ملاحظات |
| ---------------------------------- | ------------------------- | --- |
| 90°0′N 30°0′W / 90.000°N 30.000°W  | المحيط المتجمد الشمالي    | |
| 83°35′N 30°0′W / 83.583°N 30.000°W | جرينلاند                  | Northern Peary Land |
| 83°10′N 30°0′W / 83.167°N 30.000°W | Frederick E. Hyde Fjord   | |
| 83°8′N 30°0′W / 83.133°N 30.000°W  | جرينلاند                  | Southern Peary Land |
| 82°10′N 30°0′W / 82.167°N 30.000°W | Independence Fjord        | |
| 81°55′N 30°0′W / 81.917°N 30.000°W | جرينلاند                  | Mainland and Sokongen Island |
| 68°10′N 30°0′W / 68.167°N 30.000°W | المحيط الأطلسي            | |
| 60°0′S 30°0′W / 60.000°S 30.000°W  | المحيط الجنوبي            | |
| 76°35′S 30°0′W / 76.583°S 30.000°W | القارة القطبية الجنوبية   | المطالب الإقليمية بالقارة القطبية الجنوبية by both الأرجنتين (المقاطعة الأرجنتينية بالقارة القطبية الجنوبية) and المملكة المتحدة (المقاطعة البريطانية بالقارة القطبية الجنوبية) |